# Myrica cerifera
L'albero della cera (Myrica cerifera L.) è un piccolo albero o arbusto originario del Nord America, appartenente alla famiglia Myricaceae.
È usato, oltreché per scopi ornamentali, anche per la produzione di cera per le candele e come pianta medicinale.